# Perdikkasz (diadokhosz)
Perdikkasz (ógörögül: Περδίκκας), (Kr. e. 364 körül – Egyiptom, Kr. e. 321) makedón katona és politikus, Nagy Sándor hadvezére, majd a halála után birodalmát vezető diadokhoszok egyike, Kr. e. 323-tól haláláig pedig a birodalom régense volt.

## Katonai karrierje
Gyermekkoráról és ifjúságáról szinte semmit sem tudunk, azon túl, hogy oresztiszi fejedelmi családból származott, és II. Philipposz pellai udvarában nevelkedett, Makedóniában. Részt vett III. Alexandrosz, azaz Nagy Sándor első, hellaszi hadjárataiban, és Kr. e. 335-ben súlyosan megsebesült Thébai ostrománál. A Kr. e. 334-ben meginduló keleti hadjáratban eleinte taxiarkhoszi rangot viselt, és csak Kr. e. 330-ban lett szómatophülax, a hétfőnyi, királyi bizalmasokból álló testőrség tagja. Kr. e. 329-ben lovassági parancsnok (hipparkhosz) lett a sikertelenül végződő indiai hadjárat során. A sereg hazatérése után, a Kr. e. 324-es szúszai menyegzőn Média szatrapája, a perzsa Atropatész lányát vette feleségül. Amikor ebben az évben meghalt Alexandrosz legbelsőbb bizalmasa és barátja, Héphaisztión, Perdikkasz lépett a helyére mint a nemesi lovasság parancsnoka és afféle főminiszter (khiliarkhosz).

## Nagy Sándor után
Amikor az Óperzsa Birodalmat legyőző makedón király Kr. e. 323-ban haldokolni kezdett, Perdikkasznak adta át legfőbb hatalmi jelvényét, a pecsétgyűrűjét. A hadvezér a király június 10-én bekövetkezett halálát követően is megtartotta khiliarkhoszi méltóságát. Miután augusztusban megszületett Nagy Sándor fia, IV. Alexandrosz, a Babilon városában összegyűlt többi hadvezérrel egyetértésben az alábbi módon osztozott meg a hatalmon: megtartotta főparancsnoki tisztségét, míg a kincstár felügyeletét, illetve a csecsemőkirály és társuralkodója, a gyengeelméjű III. Philipposz gyámságát Kraterosz látta el. A Nagy Sándor egyik utolsó intézkedésével leváltott Antipatroszt megerősítették korábbi európai sztratégoszi rangjában.
A triumvirátus rövid uralma nem volt feszültségektől mentes. Antipatroszt röviddel Alexandrosz halála után a fellázadó görögök szorongatták meg Európában a lamiai háborúban, és csak Kraterosz, illetve a phrügiai helytartó, Leonnatosz segítségével lehetett őket leverni Kr. e. 322 nyarán. Perdikkasznak eközben a baktriai határvidék hazatérni vágyó, lázongó makedón és görög katonáit kellett leveretnie Peithónnal, majd parancsot adott Leonnatosznak és egy másik phrügiai szatrapának, Antigonosz Monophthalmosznak, hogy a kappadókiai perzsa Ariarathész ellen vonuljanak, de előbbi inkább Antipatrosz segítségére sietett, utóbbi pedig egyáltalán nem reagált. Szintén komoly gondot jelentett Ptolemaiosz, Egyiptom helytartója, aki kezdettől fogva a birodalom felosztása mellett kardoskodott: bár Perdikkasz az eredeti tervekkel ellentétben úgy rendelkezett, hogy Aigaiban, földi apja mellé kell eltemetni Nagy Sándort, Ptolemaiosz Damaszkusznál lerohanta a temetési menetet, és Memphiszbe vitette a maradványokat, hogy Ámonhoz temettesse őket.

## A bukás
Perdikkasz végül maga verte le Ariarathészt, de hiába idézte bíróság elé Antigonoszt, az továbbra sem volt hajlandó engedelmeskedni, sőt egymás ellen fordította a birodalom vezetőit. Erre az adott lehetőséget, hogy Perdikkasz korábban feleségül kérte Antipatrosz lányát, Nikaiát, ám Nagy Sándor anyja, Olümpiasz rövidesen felajánlotta neki, hogy az elhunyt király testvérét, Kleopatrát vegye nőül. A döntést halogató és mindkét felet hitegető Perdikkaszról Antigonosz azt kezdte híresztelni, hogy egyeduralmi terveket dédelgetve Kleopatrát fogja feleségül venni. A sértett Antipatrosz és a hatalmát féltő Kraterosz így összefogott, és Kr. e. 321-ben egyesített seregeikkel átkeltek Anatóliába. Antipatrosz egyik lányát Krateroszhoz, egy másikat Ptolemaioszhoz, Nikaiát pedig a trákiai Lüszimakhoszhoz adta feleségül. Az így kiépített szövetség ellen Perdikkasz két fronton lendült támadásba: Kardiai Eumenész vezetésével Anatóliába menesztett egy sereget, ő maga pedig Egyiptomra támadt.
A hírre Antipatrosz elhagyta Krateroszt, hogy Ptolemaiosz segítségére siessen. Eumenész így le is tudta verni a támadókat, még maga Kraterosz is elesett az ütközetben. Egyiptomban azonban harc nélkül ért véget a háború: Perdikkasz serege eleve elégedetlenkedett és lázongott a makedónok közti testvérharc miatt, amit a Níluson való átkelés nehézségei csak súlyosbítottak. Perdikkasz nem tudott úrrá lenni a helyzeten, mire három főtisztje – a médiai Peithón, a szúszai Antigenész és a később birodalmat alapító Szeleukosz – összeesküdött ellene, és sátrában meggyilkolták.
Perdikkasz és Kraterosz halálával a birodalom nem azonnal esett szét: Kr. e. 320-ban a helytartók és főtisztek a főhatalmat Antipatroszra bízták, aki Antigonoszt emelte maga mellé főparancsnokként. Utóbbi gondoskodott Perdikkasz maradék híveinek kiirtásáról: Kr. e. 316-ra végleg leszámolt Eumenésszel és támogatóival.